# Чіуакоатль (гора)
Чіуакоатль — гора на Венері. Спочатку вважалася вінцем. Має координати 53,0° пн. ш., 150,9° сх. д.
Назва походить від ацтекської богині родючості.